# Rochester (Kent)
Pour les articles homonymes, voir Rochester.
Rochester est une ville historique dans l'autorité unitaire de Medway dans le Kent, en Angleterre. Au point le plus bas de la rivière Medway, à environ 30 miles (50 km) de Londres.
Rochester a été pendant de nombreuses années une des villes favorites de Charles Dickens, qui habitait à proximité de Gads Hill Place, à Higham, et situa beaucoup de ses romans dans la région. Le diocèse de Rochester, le deuxième plus ancien d'Angleterre après celui de Canterbury, est centré sur la cathédrale de Rochester. Il est à l'origine de la fondation en l'an 604 d'une école, maintenant appelée The King's School, parfois considérée comme la deuxième plus ancienne école au monde. Le château de Rochester, construit par l'évêque Gondulf, possède l'un des donjons les mieux préservés d'Angleterre ou de France. Pendant la Première guerre des barons (1215-1217) il fut tenu par les forces baronniales révoltées contre le roi Jean, qui l'assiégea.
Rochester et les villes voisines, Chatham et Gillingham, Strood et un certain nombre de villages éloignés forment une seule grande zone urbaine connue sous le nom de villes de Medway avec une population d'environ 250 000 habitants. De nos jours, cette agglomération constitue l'autorité unitaire de Medway. Elle était jusqu'en 1998 sous le contrôle du Conseil du comté du Kent et fait encore partie du comté cérémonial du Kent, en vertu de la dernière loi sur les lieutenances.

## Histoire
- En l'an 43, les Romains fondèrent une colonie nommé Durobrivae à l'emplacement de ce qui allait devenir Rochester.
- En 604, saint Juste de Cantorbéry, futur archevêque de Cantorbéry, devint évêque de la ville.
- En 930, Rochester est autorisée à battre monnaie.
- En 1215, après un siège de 2 mois, la ville est prise par Jean sans Terre.
- 1504 - 1535, saint John Fisher, évêque qui s'opposa à Henri VIII.
- 1547 - 1550, Nicholas Ridley, évêque protestant.

## Démographie
D'après le dernier recensement de 2011, Rochester compte 62 982 habitants.

## Monuments

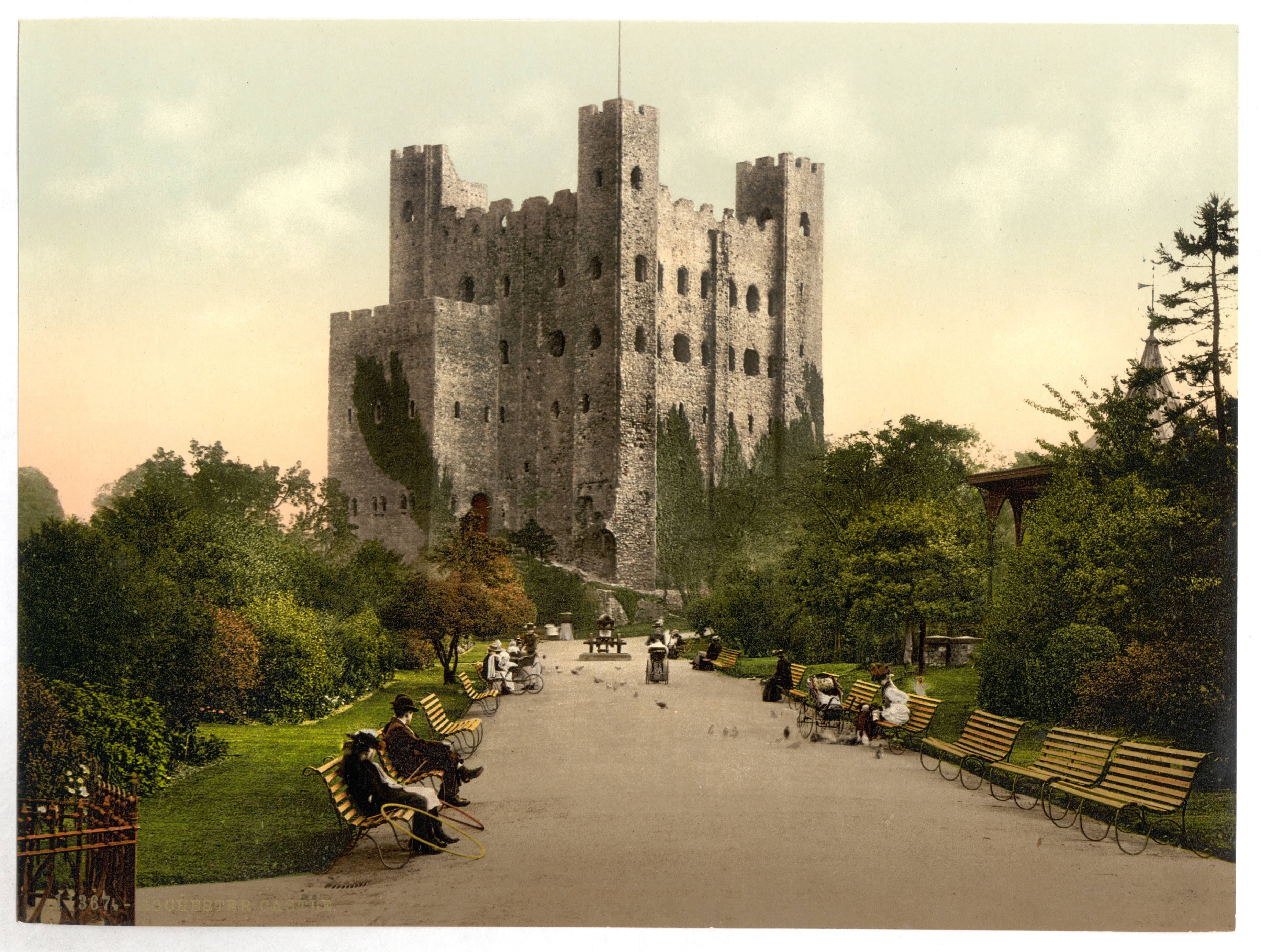
Château de Rochester, de style normand. Photochrome, vers 1890.

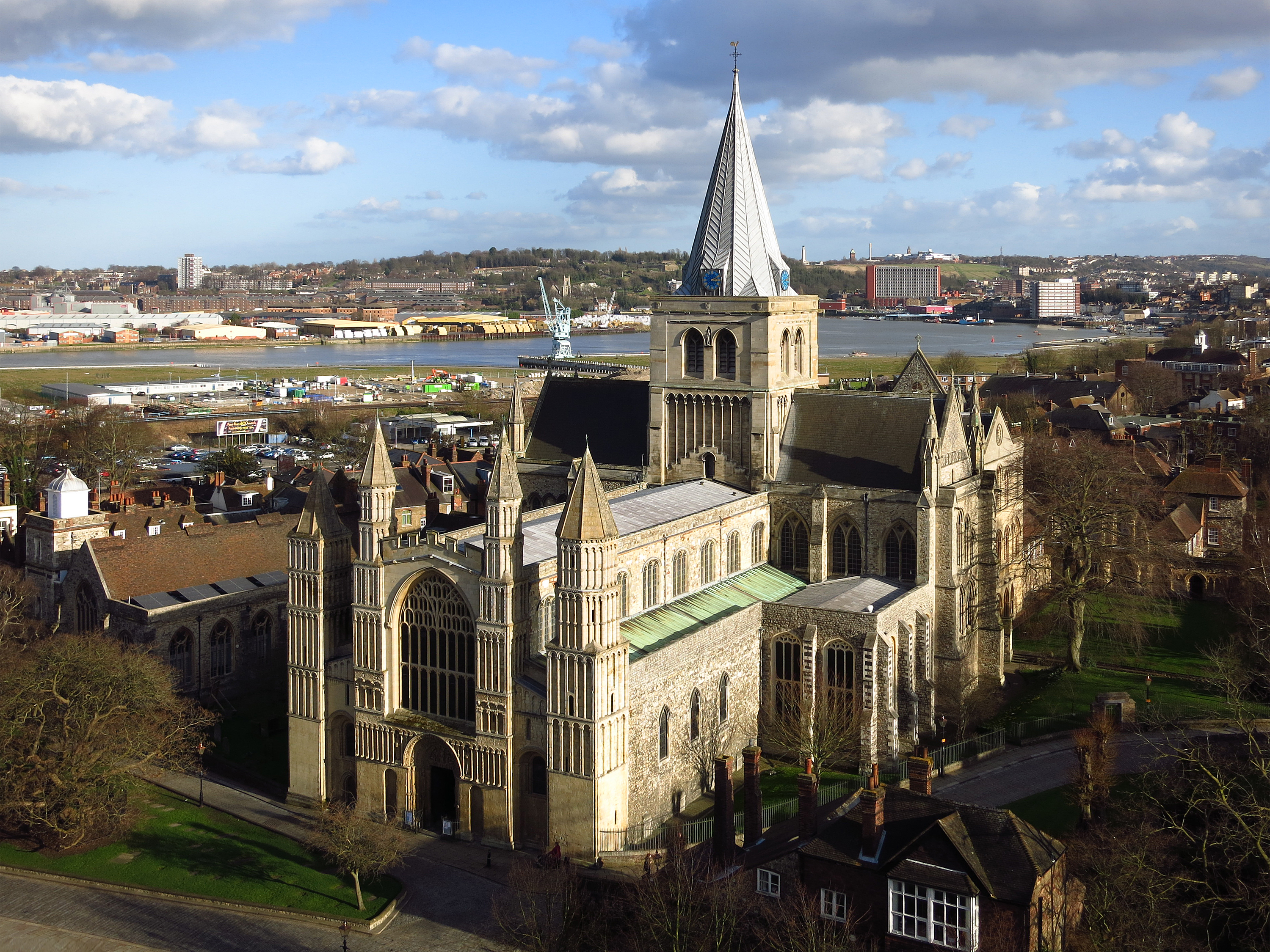
Cathédrale de Rochester, vue du château. La rivière Medway est au fond.

Rochester possède un château fort et une cathédrale de l'époque normande. La ville historique est associée aussi à Charles Dickens entre autres.
Point d'intérêt particulier pour les Français, Rochester est depuis 1959 le siège de la Providence (Hôpital français) qui fonctionne depuis cette date comme un hospice dédié de préférence, mais pas seulement, aux descendants de huguenots dans le besoin. Cette institution célèbre son anniversaire en juin chaque année au cours d'une liturgie protestante dans la Cathédrale de Rochester. Un musée huguenot, le seul en Grande-Bretagne, a ouvert ses portes en 2015, au 95 High Street, à proximité de l'Hôpital.

## Culture
Le documentaire-fiction de Peter Watkins, La Bombe, a été tourné en 1965 dans l'ancienne  cité. 
Le film réalisé par Jonathan English (2011), Le Sang des Templiers (2011), décrit la défaite du roi Jean sans Terre face à la prise du château de Rochester.

## Sport
Le sport le plus pratiqué dans cette ville est le cricket, certains joueurs de cette ville jouent dans la « Kent Cricket League ». La ville possède un club de football nommé le « Rochester United F.C. » et la voile est populaire aussi sur la Medway.